# Róbert Litauszki
Róbert Litauszki (Kiskunhalas, 15 marzo 1990) è un calciatore ungherese, difensore svincolato.

## Caratteristiche tecniche
È un difensore centrale.

## Palmarès

### Club

#### Competizioni nazionali
- Coppa d'Ungheria: 2

Újpest: 2013-2014, 2017-2018
- Supercoppa d'Ungheria: 1

Újpest: 2014
- Nemzeti Bajnokság II: 1

Vasas: 2021-2022